# Сообцоков, Черим
Черим Сообцоков (англ. Tscherim Soobzokov, 24 августа 1924, Тахтамукай — 6 сентября 1985, Патерсон (Нью-Джерси)) — черкесский коллаборационист, сотрудник ЦРУ. Был убит в США в 1985 году.

## Биография
Черкес. Родился в ауле Тахтамукай по одним сведениям 1 января 1918 года, по другим 24 августа 1924 года.
Во время Великой Отечественной войны в августе 1942 года начал сотрудничать с немцами. Был назначен начальником полиции в своём ауле Тахтамукай. В 1943—1944 вербовал черкесов в Северокавказский легион вермахта. В начале 1945 года получил чин лейтенанта СС. Принимал участие в карательных акциях и расстрелах евреев и коммунистов на Северном Кавказе.
После Второй мировой войны через Италию выехал в Иорданию. Работал в иракской нефтяной компании.
В 1953—1959 годах работал на ЦРУ, подготавливал агентов для заброски в СССР.
В 1955 году иммигрировал в США. В 1960 получил американское гражданство.
Министерство юстиции США расследовало возможную причастность Сообцокова к военным преступлениям в период Второй мировой войны, но в итоге дело было закрыто из-за отсутствия доказательств.
15 августа 1985 года Сообцоков был тяжело ранен возле своего дома взрывом бомбы. В 4.29 утра сосед Сообцокова увидел, что горит его машина, стоявшая перед домом, и позвал его. Когда Сообцоков вышел из дома, раздался взрыв. Были также ранены его жена, дочь и внук.
Скончался от последствий ранений 6 сентября 1985 года.
В причастности к убийству Сообцокова ФБР подозревало членов «Лиги защиты евреев». Представитель «Лиги защиты евреев» Ирв Рубин из Лос-Анджелеса заявил, что его группа не имеет никакого отношения к взрывам Радикальный раввин Меир Кахане заявил, что может только приветствовать убийство Сообцокова.
Полицейское расследование не смогло раскрыть убийство.